# 黑教堂 (布拉索夫)

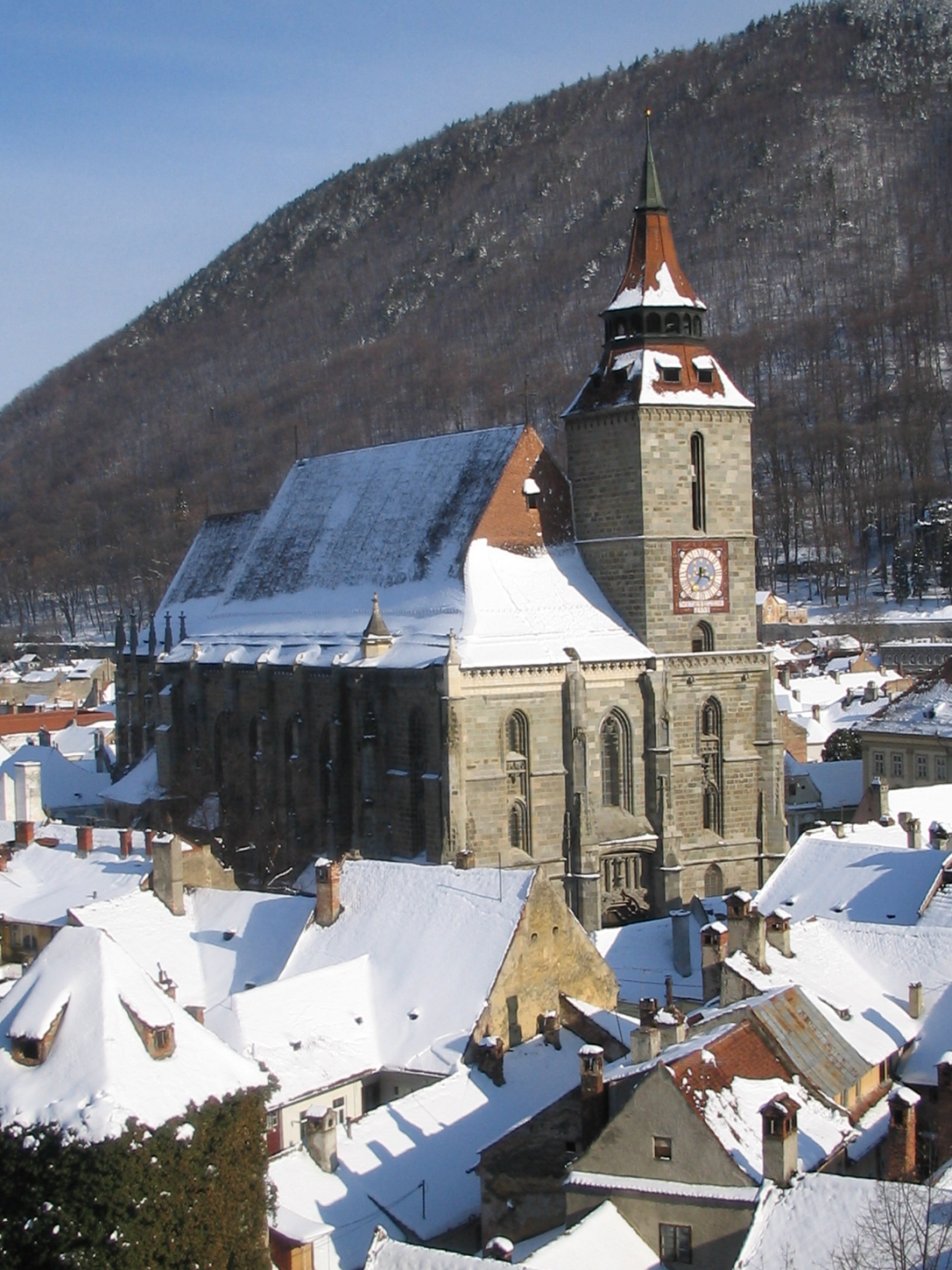
黑教堂

黑教堂（德語：Schwarze Kirche）是罗马尼亚特兰西瓦尼亚地区东南部主要城市布拉索夫的一座著名教堂，由该市的德国人修建，为罗马尼亚主要的哥特式建筑，以及该国最重要的路德会教堂之一。每个星期日，该市小规模的德意志人团体仍在此举行礼拜。

## 历史
该堂原属罗马天主教，供奉圣母 ，始建于14世纪末，据推测是在1383年与1385年之间 ，雇佣的是保加利亚工匠

## 外部連結
- Virgil Vătășianu, Istoria artei feudale în țările romîne, Vol.I, Editura Academiei|Editura Academiei RPR, Bucharest, 1959. OCLC 536121

- The Black Church on the Braşov interactive city map
- Black Church 360 Virtual Tour

45°38′28″N 25°35′17″E / 45.64101°N 25.58803°E